# Adilabad
Adilabad (telugu: ఆదిలాబాదు, urdu: آدل آباد) är centralort i distriktet Adilabad i delstaten Telangana i Indien. Folkmängden uppgick till 117 167 invånare vid folkräkningen 2011, med förorter 139 383 invånare.